# Knikkende vogelmelk
De knikkende vogelmelk (Ornithogalum nutans) is een plant.
De 6 cm grote bloem bestaat uit twee trio's witte kroonbladen. Evenals bij de vaker voorkomende gewone vogelmelk (Ornithogalum umbellatum) zijn de kroonbladen aan de onderzijde voorzien van een groene streep die tot aan het einde van het kroonblad loopt. De bloemen hangen in een trosvorm aan een 40-50 cm lange stengel. Waar de bloemen van de gewone vogelmelk naar boven open staan, hangen ze bij de knikkende vogelmelk zijwaarts of omlaag geknakt. De bloei vindt plaats van april tot mei.

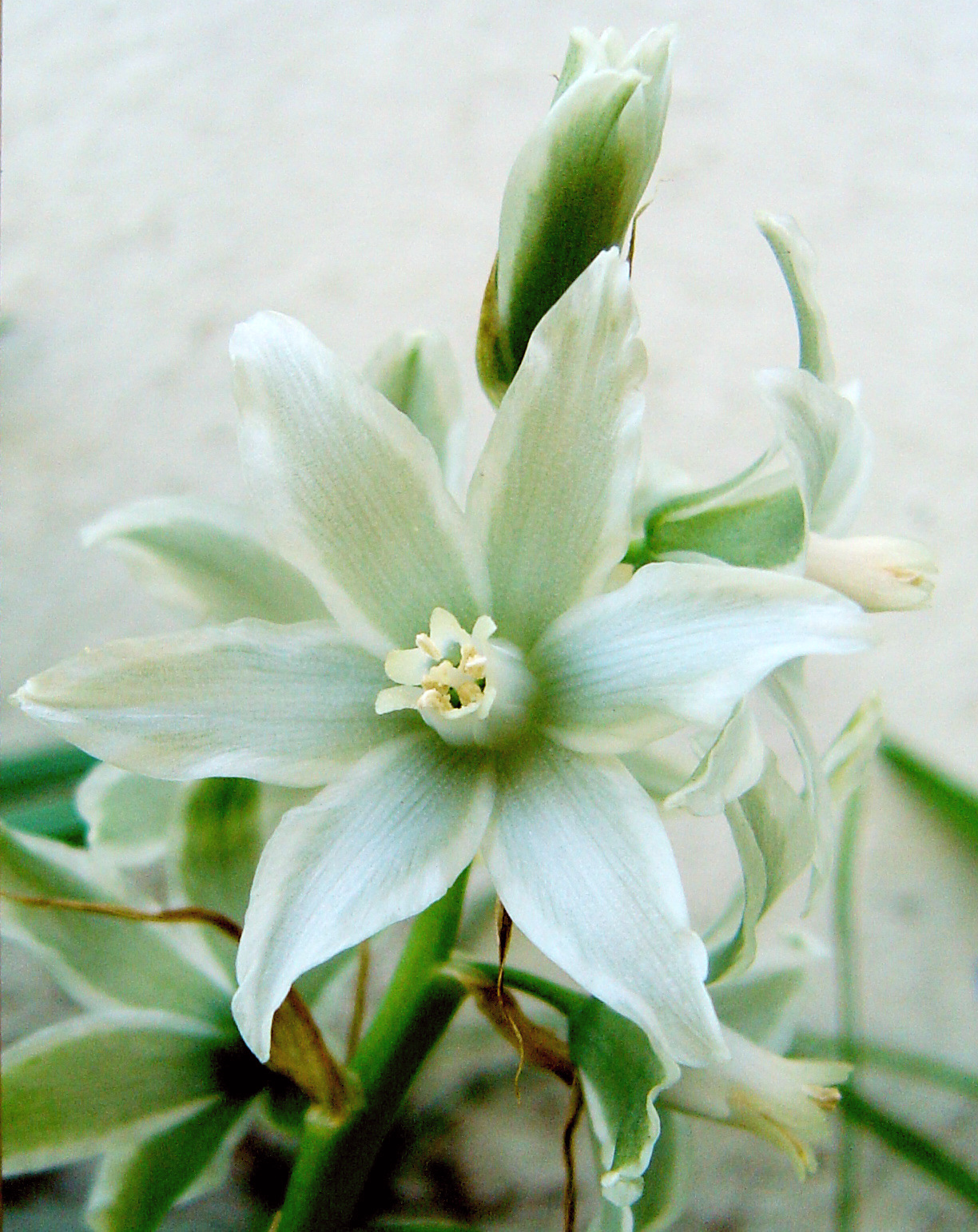
Bloem

De bladeren zijn breed, lijnvormig en kunnen 0,5 m lang worden, ongeveer even lang als de bloemstengel.
In de 23e druk van de Heukels wordt het geslacht vogelmelk ingedeeld in de aspergefamilie (Asparageaceae), maar volgens het APG II-systeem is het ook toegestaan het geslacht te plaatsen in de hyacintenfamilie (Hyacinthaceae).

## Verspreiding
De plant is afkomstig uit het Middellandse Zeegebied: het westen van Turkije en het oosten van Griekenland. Rond 1600 is de plant geïntroduceerd in de Hortus botanicus Leiden, van waaruit ze zich over de stad verspreidde.
In Nederland komt de soort vrijwel uitsluitend als stinsenplant voor op landgoederen vlak achter de kust. De grond bestaat uit voedselrijke, vochtige, kalkhoudende grond in loofbossen. Buiten de kuststrook en in België komt de soort niet of slechts sporadisch voor.
Waar de gewone vogelmelk zich vooral vegetatief voortplant, zet de knikkende vogelmelk ook goed zaad en verspreidt zich ook door zaadverspreiding.

## Tuin
De plant kan wat schaduw hebben en doet het goed als onderbegroeiing bij struiken op halfopen plaatsen. Op een humusrijke, wat vochtige grond zal ze zich goed vermenigvuldigen.